# シロエリヒタキ

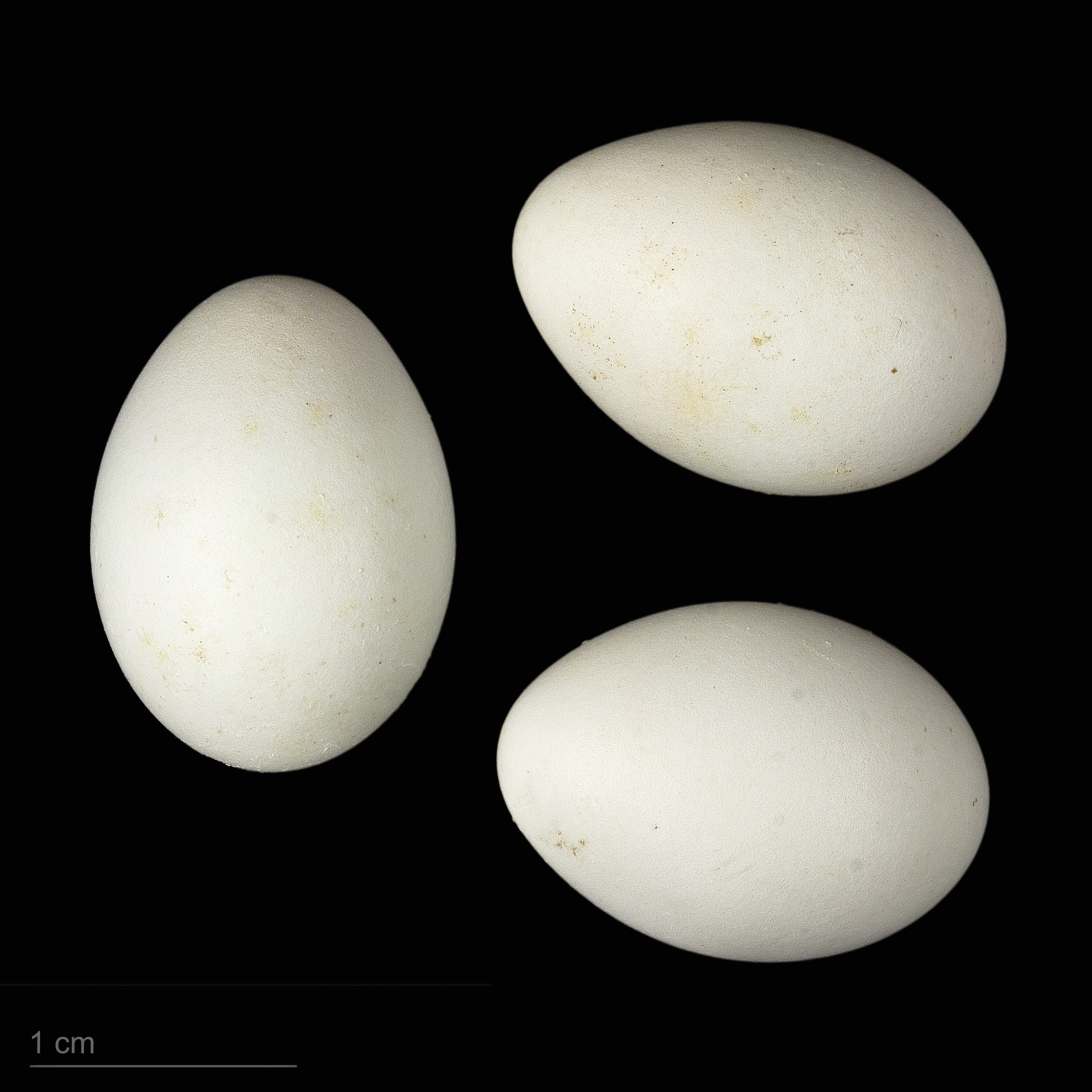
Ficedula albicollis

シロエリヒタキ（学名：Ficedula albicollis）とは、スズメ目ヒタキ科に分類される鳥類の一種である。

## 形態
体長は、およそ13cmで重量は10-12gである。
成鳥のメスはオリーブ味のある灰褐色である。オスは額、首、喉から腹が白く、腰も少し白色がかる。頭、尾羽、体上面などは黒色である。翼は、風切羽の雨覆に接する縁が白色で、それ以外は黒い。

## 分布
主にフランス東部から東へイタリア、北マケドニア、モスクワ周辺までの地域で繁殖し、アフリカ中南部で越冬する。

## 生態
主に、ひらけた森や湿った森林、サバンナ、樹木の多い公園などに生息し、落葉性の森を好む。
主に空中を飛ぶ昆虫などの節足動物を摂食しているが、種子や果実も摂食する。
繁殖期は地上3-32mの高さの木、壁や建物の穴などに、乾いた草や葉、茎でできたカップ状の巣を作り、1-9個の卵を産む。ヨーロッパ中部では4月中旬から7月上旬に、ウクライナでは4月下旬から産卵をする。